# Sigrid Kaag
Sigrid Agnes Maria Kaag (Rijswijk, 2 de novembro de 1961) é uma política e diplomata neerlandesa.

## Biografia
Filha de um pianista, cresceu em  Zeist e em 1980 entrou na Universidade de Utrecht para estudar filologia árabe, mas acabou mudando de ideias e licenciou-se em 1985 em estudos do Médio Oriente pela Universidade Americana do Cairo. Tem um mestrado em política e economia do Médio Oriente pela Universidade de Exeter (1987) e outro de relações internacionais do St Antony's College da Universidade de Oxford (1988). Em 1990 realizou um curso de relações internacionais no Instituto Clingendael.
Entre 1988 e 1990 trabalhou como analistapara a Shell em Londres. Em 1990 voltou aos Países Baixos e passou a trabalhar no departamento de relações políticas com a ONU no ministerio dos Negócios Estrangeiros, posto em que permaneceu até 1993. Em 1994 começou a trabalhar para as Nações Unidas e até 1997 foi chefe de projetos e diretora das relações com os doadores da UNRWA, a agência da ONU para os refugiados da Palestina no Médio Oriente, com sede em Jerusalém. Entre 1998 e 2004 trabalhou na Organização Internacional para as Migrações em Genebra e em 2004 e 2005 foi conselheira principal da ONU em Cartum e Nairobi. De 2007 a 2010 foi diretora regional para o Médio Oriente e Norte de África da UNICEF, em Amã. De 2010 a 2013 foi subsecretária geral do Programa das Nações Unidas para o Desenvolvimento (PNUD) com sede em Nova Iorque. Entre outubro de 2013 e setembro de 2014 liderou a missão conjunta da Organização para a Proibición das Armas Químicas e da ONU na Síria coordenando uma equipa composta por cem peritos encarregados de assegurar a destruição das armas químicas nesse país. Depois de completar o seu trabalho na Síria a partir de dezembro de 2014 e até outubro de 2017 foi coordenadora especial da ONU no Líbano.
Sob proposta do partido dos Democratas 66 de 26 de outubro de 2017 integrou o gabinete Rutte III como ministra do Comércio Externo e Cooperação para o Desenvolvemento. Com a redução feita pelo presidente dos EUA Donald Trump de metade da ajuda à UNRWA, Kaag transferiu rapidamente 13 milhões de euros para a organização, feito que criou mal-estar entre os parceiros da coligação (VVD, CDA e ChristenUnie) ao considerarem pouco transparente a comunicação sobre o assunto
Após a destituição do ministro dos Negócios Estrangeiros Halbe Zijlstra em 13 de fevereiro de 2018, Kaag assumiu interinamente as suas funções  até o nomeamento de Stef Blok em 7 de março. Kaag é uma das favoritas para assumir a liderança do seu partido, vaga desde outubro de 2018.